# Chorew
Centralna Organizacja Oświatowa „Chorew” (hebr. ‏חורב‎) – żydowska organizacja oświatowa, powstała w 1929 roku w Polsce pod auspicjami partii Agudat Israel
Organizacja prowadziła sieć męskich szkół o charakterze religijnym (chedery, talmud tory i jesziwy), w ramach zajęć kilkanaście godzin tygodniowo poświęcano jednak także na naukę przedmiotów świeckich w języku polskim. Na początku lat 30. XX wieku organizacja prowadziła 469 szkół, do których w roku szkolnym 1935/1936 uczęszczało 81 676 uczniów. Gershon Bacon podaje, że organizacja w 1937 roku prowadziła 177 szkół, do których uczęszczało 49 123 uczniów, była to wówczas największa żydowska sieć szkół. Budżet organizacji wynosił ponad 3 miliony złotych. Większość uczniów ortodoksyjnych szkół uzyskiwała także edukację w polskich szkołach państwowych.
Organizacją odpowiedzialną za prowadzenie szkół dla dziewcząt było Beis Jaakow.